# Simulium vidanoi
Simulium vidanoi es una especie de insecto del género Simulium, familia Simuliidae, orden Diptera.

## Distribución
Se distribuye por Italia.

## Taxonomía
Fue descrita científicamente por Rubtsov, 1964.